# Felipe González Toledo
Felipe González Toledo (Bogotá, 27 de julio de 1911-Bogotá, 21 de septiembre de 1991) fue un periodista colombiano, quien introdujo un nuevo estilo de crónica judicial en el periodismo de su país.

## Biografía
Trabajó en los periódicos El Tiempo, El Espectador, El Liberal y Sucesos, donde fue codirector. 
Gabriel Cano Villegas en 1945 le daría la suma de tres sueldos y se lo llevaría como exclusivo a El Espectador y de allí nacerían sus historias más conocidas. De sus trabajos periodísticos se harían famosos varios personajes como: “Teresita la descuartizada” , “El bahúl escarlata”, “El doctor mata” y “La muerte llamó tres veces”, entre otros. También se le reconoce el haber identificado el cadáver del asesino de Jorge Eliécer Gaitán, Juan Roa Sierra.
Gabriel García Márquez lo llamaría el «inventor de la crónica roja» aunque González prefería llamar a sus crónicas «noticias de policía».  